# Nadia Merchiers
Nadia Merchiers (Gent, 20 augustus 1947) is een voormalig Belgisch senator en politica voor de sp.a.

## Levensloop
Nadia Merchiers werd beroepshalve maatschappelijk assistente en ze was tevens hoofdconsulente van het ministerie van de Vlaamse Gemeenschap. Vanaf 1993 was ze daarnaast ondervoorzitster van het Centrum voor gelijkheid van kansen en racismebestrijding.
Ze werd lid van de SP en was voor deze partij van 1989 tot 1996 en van 2001 tot 2006 gemeenteraadslid van Gent. Tevens was ze van 1989 tot 1995 schepen. Van 1995 tot 1999 was zij ook lid van de Belgische Senaat als rechtstreeks verkozen senator. 